# Nersornaat
Nersornaat (grønlandsk: Fortjent) er Grønlands Selvstyres fortjenstmedalje. Medaljen blev indstiftet den 1. maj 1989 i anledning af hjemmestyrets 10-års jubilæum og bæres efter de regler, der gælder for danske ordensdekorationer, hæderstegn og medaljer. Medaljen tildeles for fortjenstfuld indsats for Grønland, det være sig i offentlig tjeneste, i erhvervslivet eller inden for kunst og videnskab mv. Fortjenstmedaljen bæres i et bånd i det grønlandske flags farver, der er rød og hvid og symboliserer sneen og solen.
Medaljen findes i to grader: Guld og sølv, og kan bæres alene eller sammen med danske og udenlandske ordner og medaljer. Medaljen tildeles af formandskabet for Inatsisartut (Grønlands parlament). Inden tildeling konsulteres Nalaakkersuisut (landsstyret). Medaljen kan tildeles enhver person, der i en længere periode og i væsentlig grad har ydet en fortjenstfuld indsats for Grønland, herunder grønlandsk sprog, kultur og anseelse.
Nersornaat i guld blev på indstiftelsesdagen tildelt to ledende grønlandske politikere, daværende landsstyreformand Jonathan Motzfeldt (Siumut) og landstingets formand Lars Chemnitz (Atassut). Den 21. juni 1989, i forbindelse med jubilæumsfestlighederne i anledning af 10-året for hjemmestyrets indførelse, blev Nersornaat i guld tildelt Hendes Majestæt Dronning Margrethe II. Ved samme lejlighed blev daværende statsminister Poul Schlüter (C) og forhenværende landsrådsformand Erling Høgh ligeledes tildelt Nersornaat i guld. Det samme gjaldt en række politikere, erhvervsfolk, kunstnere og personer med særlig tilknytning til hjemmestyrets indførelse, heriblandt den daværende formand for Siumut Lars-Emil Johansen, landsstyremedlem Moses Olsen (Siumut), udenrigsminister Uffe Ellemann-Jensen (V) og tidligere grønlandsminister Jørgen Peder Hansen (S). Det samme gjaldt formanden for Hjemmestyrekommissionen, professor dr.jur. Isi Foighel.
Hans Kongelige Højhed Henrik, Prinsgemalen fik under en privataudiens på Amalienborg den 2. juni 2003 overrakt Nersornaat i guld for sin lange og engagerede indsats til gavn for Grønland og det grønlandske folk. Det samme gælder Hans Kongelige Højhed Kronprins Frederik. Den 23. februar 2004 fik han Nersornaat i guld for bl.a. sin deltagelse i Sirius 2000 Ekspeditionen.

## Modtagere

### 2004
Guldmedalje
- HM Kong Frederik 10.
- Hans Enoksen

Sølvmedalje
- Jørgen A. Høy
- Kaare Hagemann
- Agnethe Davidsen
- Per Berthelsen
- Kaj Olsen
- Margit Motzfeldt
- Margrethe Sørensen
- Martha Labansen
- Knud Nuka Andersen
- Jerimias Hardenberg
- Hansigne Lyberth
- Jakob Lyberth
- Peter Lyberth
- Erik Normann Svendsen
- Kirsten Trolle
- Torben Lodberg
- Mads Lidegaard
- Emilie Nielsen
- Erik Sprunk-Jansen
- Allan Idd Jensen
- Marianne Frederiksen
- Jonas Christiansen
- Villiam Christiansen
- Karl Jørgensen
- Margrethe Nielsen
- Niels-Henrik Lynge

### 2005
Guldmedalje
- Per Stig Møller

Sølvmedalje
- Alberth Jakobsen
- Mona Lennert
- Peter Storch
- Marianne Stenbæk
- Evald Brønlund
- Karl Møller
- Frederik Fleischer
- Akvillas Larsen
- Hans Hard
- Frederik Simonsen
- Julius Jakobsen
- Henrik Skolemose
- Hans Gammeltoft Hansen
- Ilannguaq G. Jensen
- Richard Petersen
- Poul Helge Alsbirk
- Michael Hauser
- Sven Aage Horsted
- Samson Karlsen
- Martha Ulriksen
- Jens Inûsugtoq

### 2006
Sølvmedalje
- Bodil Kaalund
- Nils Wilhjelm
- Daniel Skifte
- Kay Dam Steffensen
- Ville Siegstad
- Johan Motzfeldt
- Esther Balle
- Hans Holm
- Sven Nielsen
- Vera Lund
- Sheila Watt-Cloutier
- Ane Marie Møller
- Ferdinand Sandgreen
- Maline Petersen
- Nikolaj Jeremiassen
- Paulus Steenholdt
- Samuel Biilmann
- Inger Mølgaard
- Elke Meissner

### 2007
Sølvmedalje
- Mikkel Petersen
- Margarida Hermann
- Leif Vanggaard
- Preben Nymann Pedersen
- Kristian Olsen „Aaju"
- Sebulon Poulsen
- Karline Elisassen
- Sakæus Elisassen
- Jens Immanuelsen
- Jens Lennert „Generaali"
- Hans-Pavia Rosing
- Carl Christian Olsen
- Stephen Heilmann

### 2008
Sølvmedalje
- Christian Lennert
- Kristine Kreutzmann
- Karl Elias Olsen
- Jensine Kreutzmann
- Ole Kreutzmann
- Gerda Søvndahl Pedersen
- Louis Rolander
- Erik Balslev-Clausen
- Agnethe Lundblad
- Andreas Lundblad
- Ole Qvist

### 2009
Guldmedalje
- Jean Malaurie

Sølvmedalje
- Salomine Malakiassen
- Jarl Jensen

### 2010
Guldmedalje
- Kuupik Kleist

Sølvmedalje
- Laarseeraq Skifte
- Abel Silassen
- Kitsia Berthelsen
- Rosine Heilmann

### 2011
Sølvmedalje
- Frederik Kristensen (Kunngi)
- Elisa Nuko
- Torben Harald Alne
- Nikolaj Ludvigsen

### Andre
- Jonathan Motzfeldt
- Lars Chemnitz
- Aage Chemnitz
- Poul Schlüter
- Erling Høgh
- Lars-Emil Johansen
- Uffe Ellemann-Jensen
- Isi Foighel
- Henrik, Prinsgemalen
- Prins Takamado
- Eigil Knuth
- Thue Christiansen